# Perlohmannia skrjabini
Perlohmannia skrjabini är en kvalsterart som först beskrevs av Bashkirova 1958.  Perlohmannia skrjabini ingår i släktet Perlohmannia och familjen Perlohmaniidae. Inga underarter finns listade i Catalogue of Life.